# Josef Hak
Josef Hak (30. ledna 1896, Okříšky – 15. prosince 1968, Brno) byl český manažer, elektrotechnik, pedagog, legionář a odbojář.

## Biografie
Josef Hak se narodil v roce 1896 v Okříškách u Třebíče, jeho otcem byl přednosta stanice v Okříškách Bohumil Hak a jeho matkou byla Viktorie Haková. V roce 1914 odmaturoval na reálném gymnáziu v Brně a nastoupil na elektrotechnickém odboru České vysoké školy technické. Nicméně hned na počátku první světové války musel narukovat a působil jako praporčík pevnostního dělostřelectva na italské frontě, kde se v květnu roku 1917 dostal do zajetí a ke konci roku se přihlásil do československých legií a od roku 1918 působil jako poručík 34. pěšího pluku československých legií v Itálii. Po válce se vrátil a nastoupil na základní vojenskou službu a následně se vrátil na Českou vysokou školu technickou a dokončil studium.
Po škole nastoupil v roce 1922 do Křížkových závodů v Praze, tam působil pouze do roku 1923, kdy odešel do Paříže, kde pracoval jako konstruktér pro společnost Société industrielle des téléphones, od roku 1926 pak pracoval jako francouzský obchodní zástupce firmy E. Roučka z Blanska. Mezi lety 1927 a 1935 pak nastoupil na pozici experta ve společnosti Société des perfectionements a roku 1935 se vrátil do Československa, kde nastoupil jako konstruktér stejnosměrných strojů do plzeňských závodů Škoda. Ještě před druhou světovou válkou začal přednášet na brněnské vysoké škole technické. Z plzeňských závodů byl propuštěn a od roku 1940 do roku 1943 pak pracoval ve Vsetíně ve firmě J. Sousedík. Následně byl za odbojovou činnost (finančně podporoval rodiny bývalých kolegů) uvězněn, byl v Drážďanech odsouzen k trestu smrti a až na přímluvu mu byl trest změněn na 6 let odnětí svobody. Byl uvězněn v Ebrachu a propuštěn byl až roku 1945.
V roce 1946 pak nastoupil na pozici mimořádného profesora na Vysoké učení technické, ale hned v roce 1948 byl z politických důvodů donucen odejít a v letech 1950 až 1968 působil v brněnském Výzkumném ústavu elektrických strojů točivých a také ve Škodě Plzeň. V roce 1961 odešel do důchodu, ale nadále se věnoval výzkumu ve společnosti MEZ Brno i ve výzkumném ústavu. Působil také jako vědecký poradce Výzkumného ústavu silnoproudé elektrotechniky v Praze.
Byl pohřben na Ústředním hřbitově v Brně. V roce 1968 byl rehabilitován a byl oceněn Státní cenou Klementa Gottwalda. V roce 2018 byla v rektorátu VUT připravena výstava o Josefu Hakovi.
Publikoval již za studií mezi lety 1920 a 1922, následně se věnoval publikacím i později během profesního i vědeckého života. Studoval primárně teoretickou elektrotechniku cívek v izotropním prostředí a také tepelným procesům v elektrických točivých strojích.